# HNK Croatia Solothurn
HNK Croatia Solothurn je nogometni klub hrvatskih iseljenika u Švicarskoj iz grada Solothurna.
Klub je osnovan 1996. godine. Pod imenom Croatia natječe se od 1998. godine. Proljeća 2015. na putu je ostvarenja najvećeg uspjeha u klupskoj povijesti. U travnju 2015. je bio vodeći u trećoj regionalnoj ligi što mu otvara mogućnost natjecanja u drugoj regionalnoj ligi sljedeće sezone.
Klupski je predsjednik Ivan Aračić.

## Vanjske poveznice
- Službene klupske stranice  Arhivirana inačica izvorne stranice od 5. ožujka 2016. (Wayback Machine)